# Sistema de gestió de continguts
Un sistema de gestió de continguts (conegut per l'acrònim CMS de l'anglès Content Management System) és un programari de gestió de continguts, que permet elaborar-los, publicar-los i actualitzar-los. S'utilitza especialment per a gestionar pàgines web, siguin blogs o d'ús general.

## Funcionament
Els gestors de continguts són sistemes per mantenir i actualitzar webs de manera fàcil. Normalment, funcionen a través del mateix web, i a vegades a través d'aplicacions específiques. Normalment, disposen d'un complet sistema de gestió d'usuaris i rols que permet un complex flux de creació i edició del contingut. Una de les seves característiques principals és que permeten que els usuaris i usuàries que no tinguin coneixement d'HTML puguin publicar contingut amb aquest format a la web de forma fàcil.

## Components i programació
Per tal de gestionar el contingut, els CMS utilitzen una base de dades per organitzar informació com el text, els autors, comentaris i l'estructura de la web entre d'altres, tot i que n'hi ha que utilitzen un sistema d'arxius plans en lloc d'una base de dades pròpiament dita.
Els sistemes de gestió de continguts que s'han estès més són els que utilitzen llicències de programari lliure, com per exemple Wordpress, Drupal o Joomla, tot i que també n'hi ha amb llicència propietària.

## Exemples de CMS
| Per a blogs: - b2evolution - Movable Type - Nucleus CMS - Simple PHP Blog - TiddlyWiki - Textpattern - Wordpress | Per a fòrums: - miniBB - MyBB - phpBB - punBB - Simple Machines Forum | Per a galeries d'imatges: - Coppermine - Gallery - Gallery 2 - TiddlyWiki - rapid_CMS | Per a Wiki: - Dokuwiki - MediaWiki - TiddlyWiki - WikkaWiki - Pmwiki | Entorns educatius: - Mahara - Moodle - Claroline Arxivat 2011-05-24 a Wayback Machine. - Treballs | Per a portals: - Apache Lenya - ASPInvision - Backdrop - Comitium Suite - Drupal - Jaws - Joomla! - ENMA de de JOIN Arxivat 2014-05-17 a Wayback Machine. - Envolution - Mambo - myphpnuke - Nukes - PHP-Nuke - Plog - Plone - Portix - PostNuke - Relevant CMS - slash - SPIP - Subdreamer - TiddlyWiki - TYPO3 - Xaraya - XOOPS - XWiki - Walnut CMS - Cletu Arxivat 2010-08-19 a Wayback Machine. | Per a gestió i treball: - BASAP - MÖDULAR |